# Hummie van der Tonnekreek
Alida Helena (Hummie) van der Tonnekreek (Amsterdam, 16 april 1945 – Hillegom, 19 januari 2022) was een Nederlands journaliste en hoofdredacteur.

## Carrière
Van der Tonnekreek behaalde in 1995 het doctoraalexamen (meester in de rechten).
Ze begon als redacteur bij Margriet, maar maakte vrij snel carrière als verslaggever bij het roddelblad Story. Daarna werkte ze korte tijd bij Privé en was ten slotte hoofdredacteur bij Weekend en AvantGarde, waar ze na een conflict in 1998 vertrok. Van der Tonnekreek werd bekend bij het publiek toen ze in 1999 hoofdredacteur werd van het televisieprogramma Big Brother. Ze stond aan het hoofd van alle edities tot en met Big Brother 6 (2006). Verder was ze hoofdredacteur van de realityseries Masterplan, Jouw vrouw, mijn vrouw en Hotel Big Brother. In 2011 was ze als adviseur betrokken bij de Big Brother-spin-off Secret Story.

## Overlijden
Van der Tonnekreek leed aan longkanker. Daaraan overleed ze op 19 januari 2022 op 76-jarige leeftijd in haar woonplaats Hillegom.